# Macronema bifidum
Macronema bifidum är en nattsländeart som beskrevs av Oliver S. Flint Jr. 1974. Macronema bifidum ingår i släktet Macronema och familjen ryssjenattsländor. Inga underarter finns listade i Catalogue of Life.